# Augusto Ramos Zambrano
Augusto Ramos Zambrano fue un abogado, exmagistrado e historiador peruano; su obra está centrada en los procesos históricos del sur andino peruano y las luchas de reivindicación de los pueblos del altiplano puneño, siendo considerado un estudioso imprescindible para comprender la historia regional de Puno.

## Biografía
Nació en 1929 en el pueblo de Pucará, distrito que pertenece a la provincia de Lampa en el Departamento de Puno. Cursó estudios primarios en Pucará y en Lampa, secundarios en el Glorioso Colegio Nacional de San Carlos y superiores en la Universidad Nacional de San Antonio Abad del Cusco, en donde se recibió de abogado.
Fue docente de la Universidad Nacional del Altiplano, de la que llegó a ser Vicerrector Académico y Rector. Ejerció su profesión especializándose en casos de defensa de campesinos en el fuero civil. Luego se desempeñó en la magistratura como Vocal Titular de la Corte Superior de Justicia de Tacna y Moquegua hasta su jubilación.

Además fue fundador del Instituto de Estudios Históricos Pukara, que centra sus investigaciones en el contexto regional puneño.
Fallece el 21 de agosto en Lima del 2012, a la edad de 83 años, pocos días antes de la presentación de su libro de ensayos J.D. Choquehuanca, el cantor de Bolívar en el Congreso de la República. Es considerado una referencia imprescindible de la historia regional altiplánica, trascendiendo la manera reflexiva de abordar la problemática indígena y el discurrir violento de las rebeliones altiplánicas, motivo por el que en vida fue reconocido por historiadores como Alberto Flores Galindo, Pablo Macera y José Tamayo Herrera.

## Producción bibliográfica
- 1971: La gesta de Pedro Vilca Apaza. Puno: Editorial Los Andes.
- 1982: Puno en la rebelión de Túpac Amaru. Puno: Universidad Nacional Técnica del Altiplano.
- 1984: La rebelión de Huancané. Puno: Editorial S. Frisancho Pineda.
- 1985: Rumi Maqui. Movimientos campesinos de Azángaro. Puno: Centro de Publicaciones IIDSA-UNA.
- 1988: José Domingo Choquehuanca y el peruano de Pucará-Asángaro. Puno: Comité de Defensa de los Derechos Humanos.
- 1990: Tormenta altiplánica. Rebeliones indígenas de la provincia de Lampa, Puno, 1920-1924. Lima: CONCYTEC.
- 1994: Ezequiel Urviola y Rivero: apóstol del indigenismo puneño . Puno: Editorial Universitaria.
- 1995: Historia de la reapertura de la Universidad Nacional del Altiplano
- 1995: Historia del indigenismo puneño
- 2004: La fundación de Puno y otros ensayos históricos. Instituto de Estudios Pukara.
- 2007: Aimaras rebeldes. Arequipa: Instituto de Estudios Históricos Pukara.
- 2009: Tupamarus, Vilcapazas, Cataris, Ingariconas. Instituto de Estudios Históricos Pukara.
- 2012: J. D. Choquehuanca, el cantor de Bolívar. Los caciques Chukiwanka y sus testamentos. Lima: A.F.A. Editores.
- 2016: Ezequiel Urviola y el indigenismo puneño. Lima: Congreso de la República.